# 14-я улица (Ижевск)
Четырнадцатая улица (сокращённо 14-я улица) — улица в Ленинском районе города Ижевска. Проходит в жилом районе Строитель от Клубной улицы до улицы Телегина и в Центральном промышленном районе от улицы Телегина до Южной набережной Ижевского пруда. Располагалась между 15-й и 13-й улицами (до исчезновения последней).

## История
14-я улица За́реки является одной из старейших улиц Ленинского района. Возникнув ранее 1918 года, улица по сложившейся в дореволюционном Ижевске традиции получила порядковое имя, означавшее, что она являлась 14-й по счёту от берега реки Иж меридиональной улицей Заречной части посёлка Ижевского завода.
Во второй половине XX века на улице был построен путепровод через грузовые железнодорожные пути завода «Ижсталь».

## Описание
Улица находится на западе Ижевска в центральной части Ленинского района и состоит из двух основных автодорог, расположенных по разные стороны от железной дороги Ижевск — Балезино и связанных друг с другом через улицу Телегина.
Улица застроена многоквартирными домами высотой до 3 этажей, частными жилыми домами, офисными зданиями и производственно-складскими корпусами. Застройка 14-й улицы протянулась вдоль линии Горьковской железной дороги на 1,5 километра — от Клубной улицы до Инвентарного переулка.

## Примечательные здания и сооружения
- дом 44А — автосервис «Строитель»

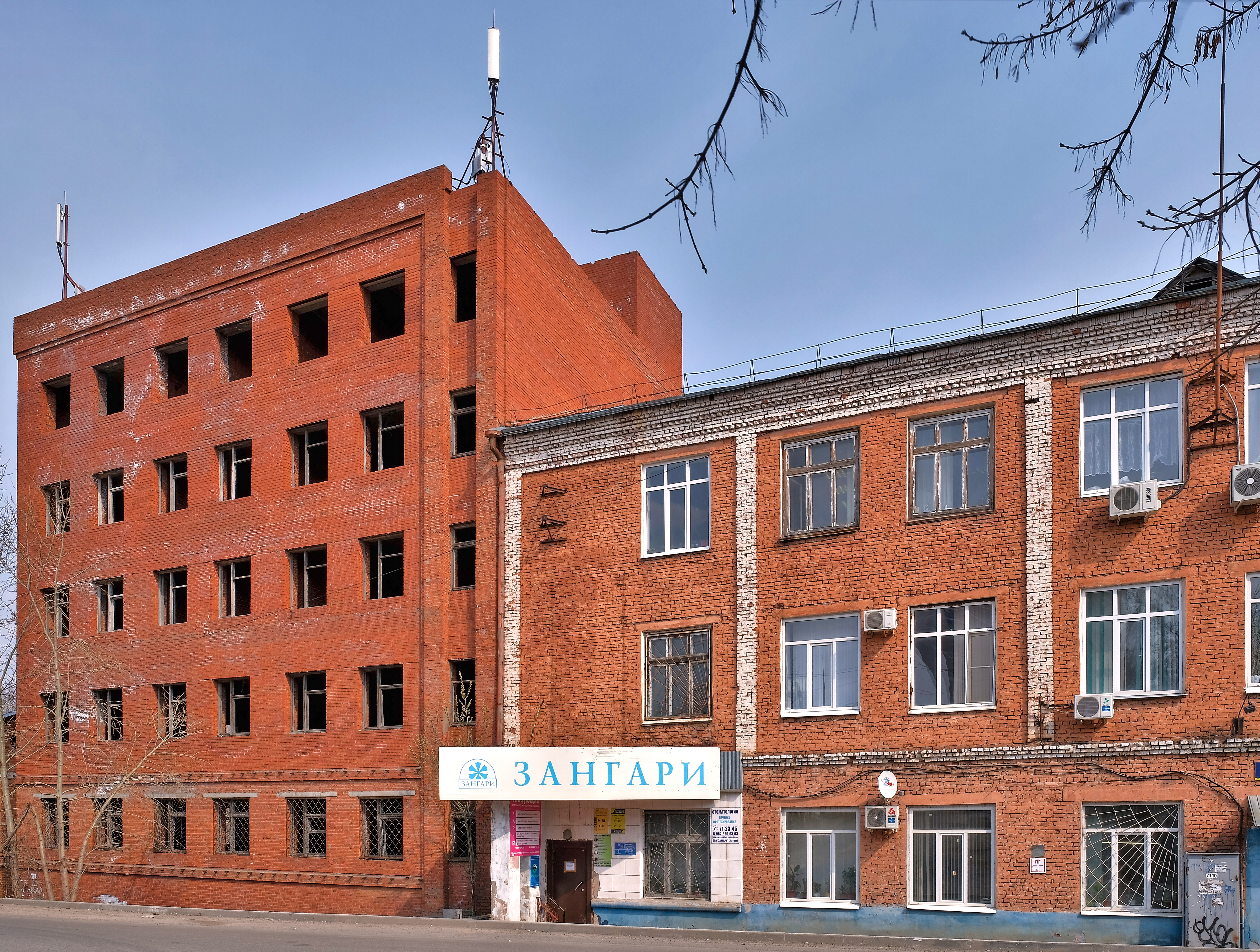
Швейная фабрика «Зангари»

- дом 56А — швейная фирма «Зангари»[6] — основанная в 1943 году ижевская швейная фабрика, в 1985 году получила имя «Зангари» (в переводе с удмуртского «василёк»). В 1994 году на предприятии трудилось 270 человек[7].
- дом 145 — фабрика мебели «Sofart»

## Транспорт
Участок автодороги 14-й улицы, проходящий от набережной Белобородова до улицы Телегина, играет важную роль в транспортном сообщении северной части Ленинского района с центром Ижевска. Несмотря на это, по состоянию на 2020 год, через улицу не проходит ни один маршрут общественного транспорта. При этом, напротив дома № 22 в конце XX века действовал остановочный пункт пригородных поездов увинского и балезинского направлений. Также в 1980-90-х гг. расположенная на улице остановка «МСК-14» являлась конечной для автобусов № 20 и 28. В 2014—2016 гг. на 14-ю улицу был временно перенаправлен автобусный маршрут № 34.
Ближайший общественный транспорт:
- троллейбусы № 9, 10, 14, автобусы № 8, 21, 26, 27, 34, маршрутки № 45, 50, 53, 353, 363 (ост. Швейная фабрика «Зангари»)
- автобусы № 8, 21[4], маршрутки № 353, 363, 366 (ост. Успенский храм, Переулок Инвентарный).

## В кино
На 14-й улице разворачивается действие нескольких сцен короткометражного фильма «Эшъёс» («Друзья») удмуртского режиссёра Дарали Лели (Елены Петровой).